# アニメンズ
Animenz、Maik Guo（アニメンズ、1991年3月17日 - ）は、中国系ドイツ人のアニメソングピアニスト。スタインウェイアーティスト。
主に動画投稿サイトで活動。超絶技巧演奏、オーケストラ風ピアノアレンジを得意とする。
YouTubeチャンネル登録者数は2021年12月22日時点で188万人を超える。

## 略歴
ドイツ南部メッツィンゲン生まれ。5歳よりピアノ教室に通い始めクラシック音楽をメインに勉強。コンクールでの入賞経験を重ねる。大学は北部のロストックにある、ロストック音楽・演劇大学 (Hochschule fuer Musik und Theater Rostock) 楽器科ピアノ専攻で学ぶ。Stephan Imorde、Oleksiy Kushnir各氏に師事。2010 年動画投稿サイトYouTubeに てAnimenzとしてのキャリアを始動。

## YouTubeでの活躍
2010年1月15日より動画投稿サイトYouTubeにピアノアレンジ演奏動画を投稿開始。きっかけは、他のアニメピアノアレンジを見て自分もやってみようと思ったため。
作品を知らない人でも音楽を楽しんでもらえるように動画概要欄に演奏解説やアレンジ創作背景を詳しく記している。「ソロオーケストラ」を自らのアレンジスタイルの代名詞とし、複数の楽器の音を想像し88鍵盤に落とし込む。

## 出版物
- ヤマハミュージックメディア：楽譜集 「Animenz Popular Anime Songs 1 -人気アニメソング クラシックピアノアレンジ-」[4]（2021年12月27日）

- ヤマハミュージックメディア：楽譜集 「Animenz Popular Anime Songs 2 -人気アニメソング クラシックピアノアレンジ-」[5]（2021年12月27日）

## 国内ライブ

### 参加公演
| 年   | 日程  | タイトル                            | 会場     | 備考                                               |
| ---- | ----- | ----------------------------------- | -------- | -------------------------------------------------- |
| 2021 | 11/28 | 北九州アニメソングピアノライブ 2021 | 響ホール | 松井咲子、みやけん、森下唯（a.k.a ピアニート公爵） |

## 海外公演
アジア、ヨーロッパなど30以上の主要都市で行われたコンサートは通算100回を超える。

## エピソード
- 使用メインピアノはスタインウェイD。最小限のペダル使用で正確な音のコントロールを可能にする ”ハーモニックダンパー” 機能を特注してドイツから日本へ空輸[1]。
- 好きな日本の場所は京都[1]。
- 日本食ではつけ麺が好き[1]。